# Saison 2 de FBI: International
 (indiquez la date de pose grâce au paramètre date).
Chronologie
Saison 1 Saison 3
Cet article présente le guide des épisodes de la deuxième saison de la série télévisée américaine FBI: International.

## Distribution

### Acteurs principaux
- Luke Kleintank (VF : Thomas Roditi) : Scott Forrester, agent spécial superviseur du FBI et chef de l'équipe chargée des vols internationaux
- Heida Reed (VF : Marie Chevalot) : Jamie Kellett, agent spécial du FBI qui est le commandant en second de l'équipe.
- Eva-Jane Willis (en) (VF : Hélène Bizot) : Megan « Smitty » Garretson, agent d'Europol et une vieille connaissance de Forrester chargé de remplacer Jaeger en tant qu'agent de liaison de l'équipe
- Vinessa Vidotto (en) (VF : Caroline Mozzone) : Cameron Vo, agent spécial du FBI, diplômée de West Point
- Carter Redwood (VF : Baptiste Marc) : Andre Raines, agent spécial du FBI de l'équipe ayant une formation en comptabilité
- Greg Hovanessian (VF : Laurent Maurel) : Damian Powell, agent spécial du FBI

### Invités spéciaux
- Christiane Paul (VF : Julie Dumas) : Katrin Jaeger, agent d'Europol (épisode 12)
- Shantel VanSanten (VF : Laura Préjean) : Nina Chase (épisode 16)
- John Boyd (VF : Yoann Sover) : Stuart Scola (épisode 16)
- Alana de la Garza (VF : Chantal Baroin) : Isobel Castile (épisode 16)
- Jeremy Sisto (VF : Maurice Decoster) : Jubal Valentine (épisode 16)

## Épisodes

### Épisode 1:Sauvez Sunny
- États-Unis /  Canada : 21 septembre 2021 sur CBS / Global
- France : 11 janvier 2023 sur Paramount+

- États-Unis : 6.43 millions de téléspectateurs[1]

### Épisode 2:Parole contre parole
- États-Unis /  Canada : 28 septembre 2021 sur CBS / Global
- France : 11 janvier 2023 sur Paramount+

- États-Unis : 6.04 millions de téléspectateurs[2]

### Épisode 3:Pour une poignée de bitcoins
- États-Unis /  Canada : 5 octobre 2021 sur CBS / Global
- France : 11 janvier 2023 sur Paramount+

- États-Unis : 6.08 millions de téléspectateurs[3]

### Épisode 4:L'Optimisme américain
- États-Unis /  Canada : 12 octobre 2021 sur CBS / Global
- France : 11 janvier 2023 sur Paramount+

- États-Unis : 5.64 millions de téléspectateurs[4]

### Épisode 5:L'Âme des échecs
- États-Unis /  Canada : 2 novembre 2021 sur CBS / Global
- France : 11 janvier 2023 sur Paramount+

- États-Unis : 5.42 millions de téléspectateurs[5]

### Épisode 6:Les Secrets qu'elle détient
- États-Unis /  Canada : 9 novembre 2021 sur CBS / Global
- France : 11 janvier 2023 sur Paramount+

- États-Unis : 5.59 millions de téléspectateurs[6]

### Épisode 7:Rien ne s'efface vraiment
- États-Unis /  Canada : 16 novembre 2021 sur CBS / Global
- France : 11 janvier 2023 sur Paramount+

- États-Unis : 5.96 millions de téléspectateurs[7]

### Épisode 8:La Voix du peuple
- États-Unis /  Canada : 7 décembre 2021 sur CBS / Global
- France : 11 janvier 2023 sur Paramount+

- États-Unis : 5.79 millions de téléspectateurs[8]

### Épisode 9:La Ronde des fous
- États-Unis /  Canada : 4 janvier 2022 sur CBS / Global
- France : 11 janvier 2023 sur Paramount+

- États-Unis : 6.06 millions de téléspectateurs[9]

### Épisode 10:Près du soleil
- États-Unis /  Canada : 11 janvier 2022 sur CBS / Global
- France : 11 janvier 2023 sur Paramount+

- États-Unis : 6.29 millions de téléspectateurs[10]

### Épisode 11:Chew Toy
- États-Unis /  Canada : 1er février 2022 sur CBS / Global
- France : 11 janvier 2023 sur Paramount+

- États-Unis : 6.25 millions de téléspectateurs[11]

### Épisode 12:Plus d'un million de followers
- États-Unis /  Canada : 22 février 2022 sur CBS / Global
- France : 11 janvier 2023 sur Paramount+

- États-Unis : 6.14 millions de téléspectateurs[12]

### Épisode 13:Les Liens du sang
- États-Unis /  Canada : 8 mars 2022 sur CBS / Global
- France : 11 janvier 2023 sur Paramount+

- États-Unis : 5.92 millions de téléspectateurs[13]

### Épisode 14:La Liste
- États-Unis /  Canada : 22 mars 2022 sur CBS / Global
- France : 11 janvier 2023 sur Paramount+

- États-Unis : 6.12 millions de téléspectateurs[14]

### Épisode 15:Cavalier seul
- États-Unis /  Canada : 29 mars 2022 sur CBS / Global
- France : 11 janvier 2023 sur Paramount+

- États-Unis : 6.24 millions de téléspectateurs[15]

### Épisode 16:Pari risqué
- États-Unis /  Canada : 12 avril 2022 sur CBS / Global
- France : 11 janvier 2023 sur Paramount+

- États-Unis : 5.79 millions de téléspectateurs[16]

### Épisode 17:Le Sang de la vigne
- États-Unis /  Canada : 19 avril 2022 sur CBS / Global
- France : 11 janvier 2023 sur Paramount+

- États-Unis : 6.02 millions de téléspectateurs[17]

### Épisode 18:Eau Trouble
- États-Unis /  Canada : 26 avril 2022 sur CBS / Global
- France : 11 janvier 2023 sur Paramount+

- États-Unis : 6.10 millions de téléspectateurs[18]

### Épisode 19:Que La Révolution Commence
- États-Unis /  Canada : 10 mai 2022 sur CBS / Global
- France : 11 janvier 2023 sur Paramount+

- États-Unis : 5.82 millions de téléspectateurs[19]

### Épisode 20:Le Pingouin noir
- États-Unis /  Canada : 17 mai 2022 sur CBS / Global
- France : 11 janvier 2023 sur Paramount+

- États-Unis : 5.96 millions de téléspectateurs[20]

### Épisode 21:Disgrâce
- États-Unis /  Canada : 24 mai 2022 sur CBS / Global
- France : 11 janvier 2023 sur Paramount+

- États-Unis : 5.32 millions de téléspectateurs[21]